# Sarampo
Sarampo é uma doença altamente contagiosa causada pelo vírus do sarampo (Measles morbillivirus). Os sinais e sintomas iniciais geralmente incluem febre, muitas vezes superior a 40 ºC, tosse, corrimento nasal e olhos inflamados. Dois ou três dias depois do início dos sintomas formam-se no interior da boca pequenos pontos brancos, denominados sinais de Koplik. Entre três a cinco dias depois do início dos sintomas aparece uma mancha vermelha e plana que geralmente tem início na face e daí se espalha para o resto do corpo. Os sintomas começam-se a manifestar entre dez e doze dias depois do contágio e duram entre sete a dez dias. Em cerca de 30% dos casos ocorrem complicações, as quais podem incluir, entre outras, diarreia, cegueira, inflamação do cérebro e pneumonia. A rubéola e a  roséola, apesar de causarem sintomas semelhantes aos do sarampo, são causadas por vírus diferentes e apresentam características distintas.
O sarampo transmite-se facilmente por via aérea através da tosse e espirros de uma pessoa infetada. Pode também ser transmitida através do contacto com a saliva ou secreções nasais. Nove em cada dez pessoas que não estão imunizadas e partilham um espaço com uma pessoa infetada contraem a doença. As pessoas infetadas podem infetar outras pessoas desde quatro dias antes até quatro dias depois do aparecimento da mancha vermelha. As pessoas geralmente só contraem a doença uma única vez na vida. A confirmação do vírus em casos suspeitos através de exames é importante para a saúde pública.
A vacina contra o sarampo é eficaz na prevenção da doença. Atualmente, cerca de 85% das crianças em todo o mundo são vacinadas. A vacinação diminuiu em 75% o número de mortes por sarampo entre 2000 e 2013. Não existe tratamento específico. Os cuidados de apoio podem melhorar o prognóstico. Entre estes cuidados estão a administração de solução de reidratação oral (líquidos ligeiramente adocicados e salgados), ingestão de alimentos saudáveis e medicamentos para controlar a febre. No caso de ocorrer uma infeção bacteriana secundária, como a pneumonia, podem ser administrados antibióticos. Em países desenvolvidos, recomenda-se também a suplementação com vitamina A.
O sarampo afeta anualmente cerca de 20 milhões de pessoas, a maioria das quais nas regiões em desenvolvimento de África e da Ásia. É a doença que mais mortes causa entre as doenças evitáveis por vacina. Em 2013 causou a morte a 96 000 pessoas, uma diminuição em relação às 545 000 em 1990. Estima-se que em 1980 a doença tenha causado 2,6 milhões de mortes. A maior parte das mortes ocorre em crianças com menos de cinco anos de idade. O risco de morte entre os infetados é de cerca de 0,2%, mas pode ascender aos 10% em pessoas desnutridas. Acredita-se que não infete outros animais.

## Sinais e sintomas
Período Prodrômico: corresponde ao período de tempo entre os primeiros sintomas da doença e o início dos sinais ou sintomas com base no qual o diagnóstico pode ser estabelecido, alguns dos sintomas possíveis sãoː
- Coriza;
- Mal estar geral;
- Febre alta (40ºC);
- Dor de garganta;
- Infecção no nariz;
- Aversão a luz;
- Conjuntivite;
- Tosse com catarro;
- Dificuldade de ingestão
- Sinal de Koplik (pequenos pontos brancos rodeados de uma zona vermelha, que se agrupam na mucosa interna das bochechas).

Período Exantemático: Ocorre piora dos sintomas do período prodrômico, e as complicações podem incluir:
- Erupções cutâneas que aparecem primeiro na cabeça e "descem" com o tempo para os pés, desaparecem em 7 a 10 dias;
- Secreções aumentadas nas vias respiratórias superiores;
- Elevada produção de muco nos pulmões;
- Voz rouca;
- Faringe e boca inflamadas.

Período descamativo: nesse período as manchas escurecem e surge a descamação fina, febre e tosse diminuem sensivelmente.
Possíveis complicações:
- Conjuntivite intensa;
- Pneumonia;
- Infecção no ouvido;
- Diarreia;
- Encefalite;
- raramente pode evoluir para a panencefalite esclerosante subaguda.

## Causa

### Vírus do sarampo

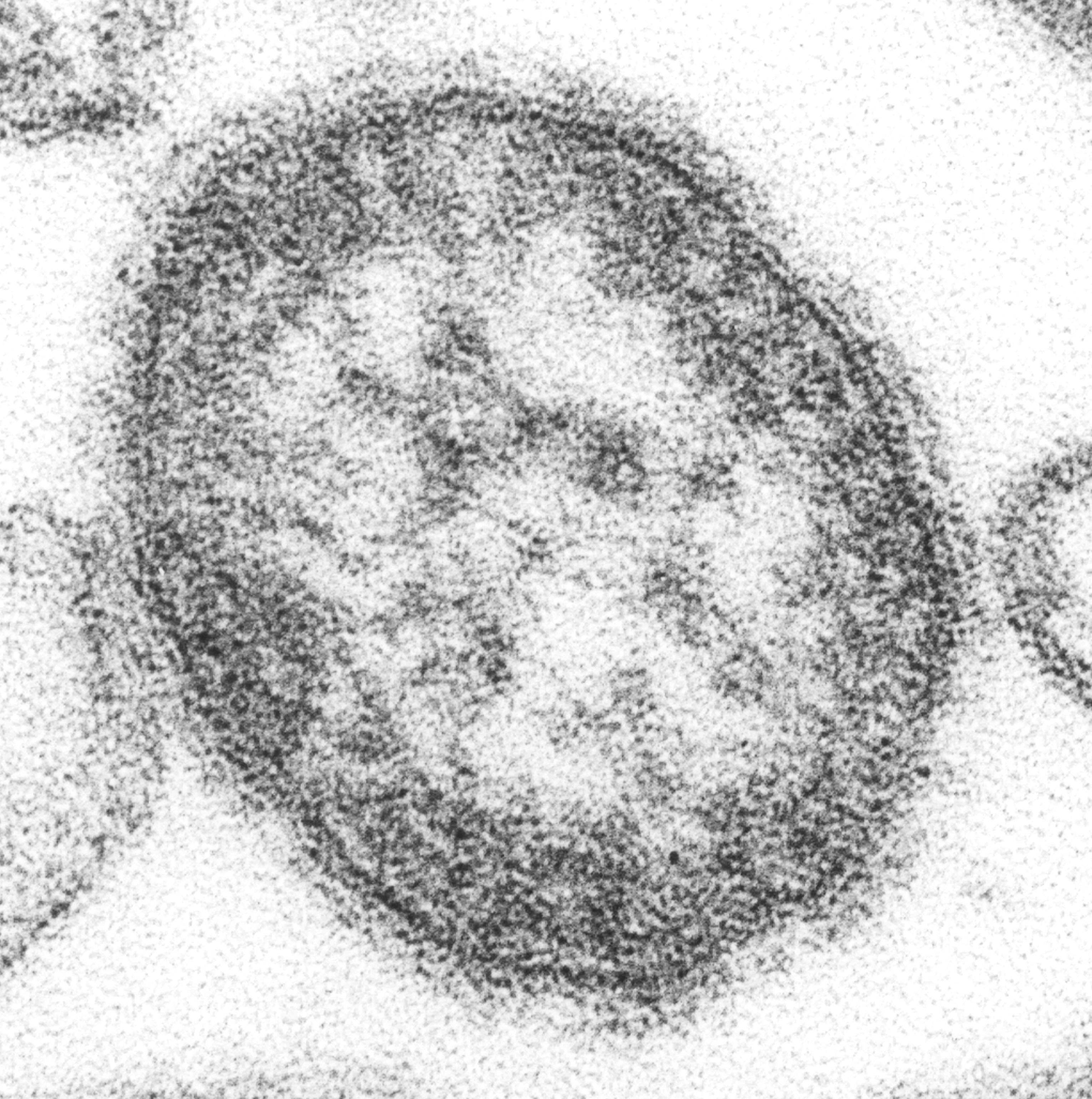
Em 2008, ocorreram 164 000 mortes por sarampo no mundo, cerca de 450 mortes por dia ou 18 mortes a cada hora.

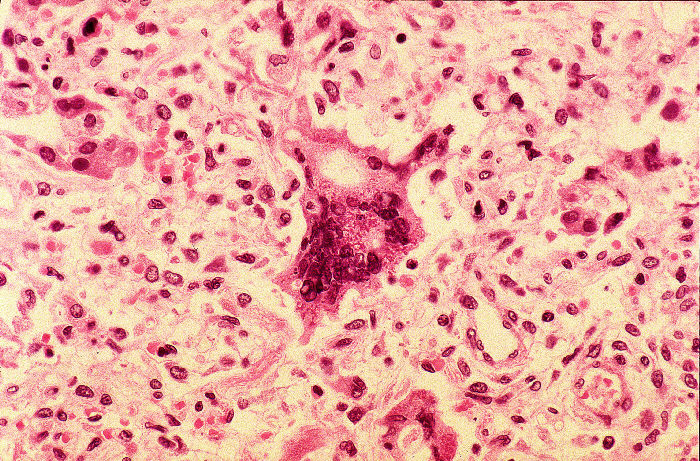
Célula gigante sincicial resultante da fusão de células infectadas pelo vírus do Sarampo.

- Grupo: Grupo V ((-)ssRNA) [ou ARNcs(-)]
- Ordem: Mononegavirales
- Família: Paramyxoviridae
- Gênero: Morbillivirus
- Espécie: Vírus Paramyxoviridae

O vírus do sarampo é um vírus com genoma de ARN simples de sentido negativo (a sua cópia é que é ADN e serve para síntese proteica). É um vírus envelopado (com membrana lipídica externa) pleomórfico com cerca de 150-300 nanômetros.
Induz a fusão de células infectadas formando células gigantes, o que facilita a sua circulação e multiplicação sem ser reconhecido e inativado por anticorpos circulantes, e é resistente ao complemento. Ele infecta as células fundindo a sua membrana (envelope) com a da célula após acoplagem da sua proteína envelopar, ocorrendo a fusão a receptor específico. Reproduz-se no citoplasma da célula. A sua multiplicação destrói as células exceto nos neurônios. Os eritemas cutâneos são causados mais pela acção do sistema imunitário contra o vírus que por ele próprio. A resolução da doença dá imunidade para toda a vida.

### Transmissão

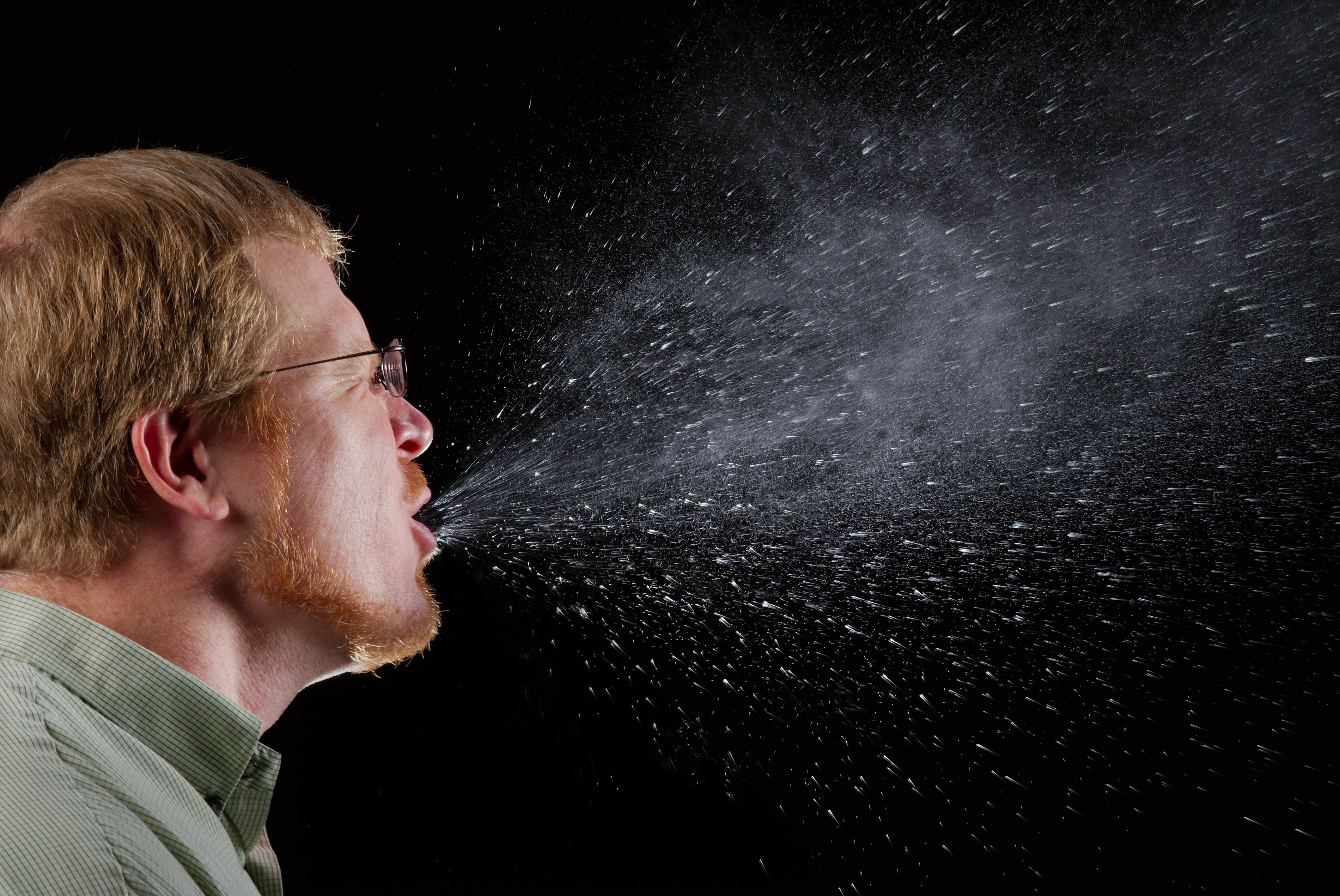
A principal forma de contágio é através da saliva ou outra secreção contaminada.

É espalhada pela tosse, espirros, beijos, pelas gotículas que saem quando se fala e qualquer outra forma de contato com fluidos do nariz de uma pessoa infectada e boca, diretamente ou através de objetos (como copos e talheres). É altamente contagiosa, 90% das pessoas que ainda não possuem imunidade são contaminadas caso compartilhem o mesmo ambiente com uma pessoa infectada por algumas horas por dia (casa, creche, escola, trabalho...). O período contagioso começa 2-4 dias antes do aparecimento das marquinhas pelo corpo e continua até 2-5 dias após o início delas (Infectividade de quatro a nove dias no total). Portanto, crianças com sarampo não devem ir a escola por 5 dias depois do aparecimento das erupções cutâneas e devem informar a escola quando elas aparecem para que as outras crianças sejam vacinadas.
Mais de 95% das mortes por sarampo ocorrem em países subdesenvolvidos com sistemas de saúde deficientes, apesar da vacina ser barata, segura e muito eficaz. Estima-se que mais de 20 milhões de pessoas foram contaminadas pelo sarampo em 2010.

## Diagnóstico
O diagnóstico é clínico devido às características muito típicas, especialmente as manchas de Koplik - manchas brancas na mucosa da boca-parte interna da bochecha. Pode ser feita dosagem de anticorpos em amostra de sangue. As técnicas utilizadas no diagnóstico laboratorial para a detecção são:
- a) (EIE/ELISA) Ensaio imunoenzimático para dosagem de IgM e IgG;
- b) (HI) Inibição da hemaglutinação para dosagem de Ac totais;
- c) Imunofluorescência para dosagem de IgM e IgG;
- d) Neutralização em placa.

No Brasil o mais usado é o ELISA.
Possíveis diagnósticos diferenciais incluem outras doenças exantemáticas febris agudas como rubéola, exantema súbito, dengue, enterites virais, escabiose e sífilis secundária.

## Prevenção

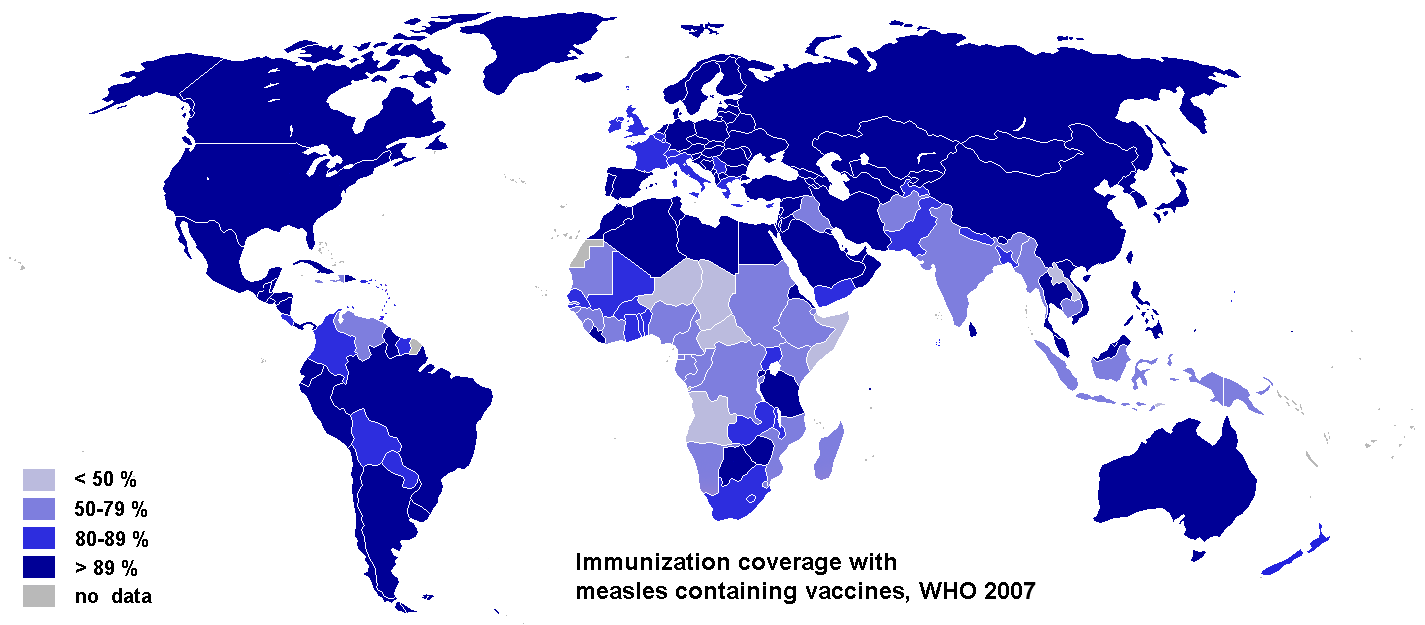
Imunização pela vacina no mundo.

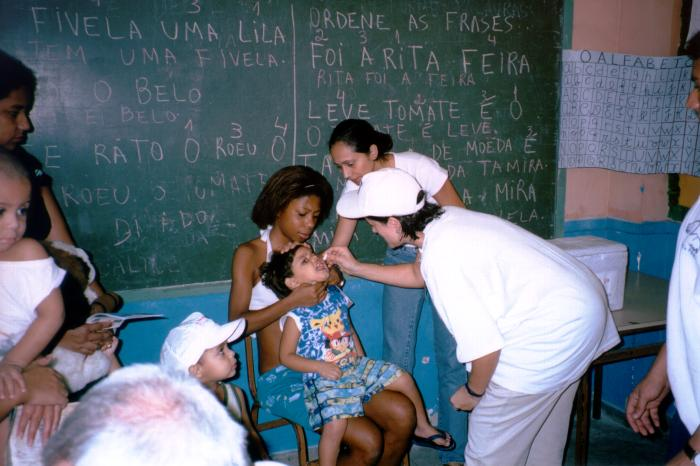
A OMS fez um acordo com um grande número de países para reduzir o número de casos em 95% através da vacinação.

A prevenção é feita por vacinas. Geralmente a criança nasce com algumas células de defesa da mãe protegendo-a e toma a primeira dose de vacina entre o primeiro e o segundo ano de vida, e a segunda dose entre os quatro e os cinco anos. Caso alguma criança seja identificada com a doença é recomendado que todos indivíduos não vacinados da região tomem a vacina imediatamente e os indivíduos contaminados fiquem de repouso em casa longe dos que não tenham a imunidade.
Quando não ocorrem complicações, o doente fica curado em 15 dias, o risco de transmissão se torna nulo apenas depois de 10 dias. Antes disso é recomendado evitar aglomerações.
Graças a vacinação, em todo o mundo o número de casos de sarampo caiu 60% de uma estimativa de 873 000 mortes para 345 000 em 2005. As estimativas para 2008 indicam que o número de mortes caiu para 164 000, com 77% das mortes restantes por sarampo ocorrendo na região do Sudeste Asiático.
Adultos que nunca tomaram a vacina também devem ser vacinados, desde que não tenham condições de risco (imunidade baixa, grávidas, lactantes...). Os riscos de desenvolver complicações e morrer são maiores após os 20 anos. O risco de mortalidade é de cerca de 10-15% para pessoas que desenvolvem complicações em países subdesenvolvidos.
Em 2000, 72% crianças foram vacinadas. Em 2008 esse número já aumentou para 83%. A meta é que 95% delas sejam imunizadas até 2015.
Já foi comprovado, mais de uma vez, que nem a vacina para sarampo, nem a para poliomielite e nem a para rubéola aumentam as chances de autismo ou qualquer transtorno semelhante.

## Tratamento
A maioria das mortes relacionadas com o sarampo são causadas por complicações associadas com a doença. Muitas pessoas desenvolvem conjuntivite, pneumonia e infecções no ouvido em decorrência do sarampo. Complicações são mais comuns em crianças menores de cinco anos de idade, ou adultos com mais de 20 anos de idade. Indivíduos com sistema imunológico enfraquecido são especialmente vulneráveis a complicações.
Pacientes com sarampo devem descansar, beber bastante água e sucos, ter uma alimentação saudável rica em vitaminas, limpar os olhos com água morna, tomar antitérmicos caso tenham febre alta e evitar coçar as manchas para não deixar feridas e cicatrizes.
O consumo de vitamina A ajuda a proteger crianças com menos de dois anos de complicações nos olhos e diminui a mortalidade. Beber soro fisiológico ajuda a prevenir desidratação causada pela diarreia e vômito.

## Epidemiologia

Áreas mais prejudicadas pelo sarampo em 2002 segundo a OMS. África e sudeste asiático são as áreas mais afetadas.

O sarampo é um dos cinco exantemas da infância clássicos, junto com a varicela, rubéola, eritema infeccioso e roséola. É altamente infeccioso e transmitido por secreções respiratórias como espirros e tosse. Após o início de uso da vacina tornou-se raro nos países que a utilizam de forma eficaz, como Brasil e Europa. Contudo, ainda causa 40 milhões de casos e um a dois milhões de mortes por ano em países sem programas de vacinação eficientes. As epidemias tendem a ocorrer a cada dois ou três anos, necessitando do nascimento de novos bebês susceptíveis para se propagar. 

### Brasil
A circulação endêmica do vírus do sarampo havia sido interrompida no Brasil, conforme declarou, em julho de 2016, o Comitê Internacional de Avaliação e Documentação da Eliminação do Sarampo. O último caso da doença no país havia sido registado doze meses antes. Esse ultimo caso teria sido no Ceará em julho de 2015. O Brasil ganhou certificado de eliminação do sarampo pela Organização Pan-Americana de Saúde em 2016, mas o Ministério da Saúde declara que o país tem lutado para manter este certificado, uma vez que dois surtos já tinham sido identificados em 2018, um no Amazonas e outro em Roraima, além de casos em outros Estados (Rio de Janeiro, Rio Grande do Sul, Pará, São Paulo e Rondônia), totalizando 1053 casos confirmados até 1º de agosto de 2018, distribuídos conforme quadro a seguir.  Nesses surtos, e na maioria dos outros casos, o contágio foi relacionados com a importação do vírus, especialmente da Venezuela. Isso ficou comprovado pelo genótipo do vírus (D8) que foi identificado, que é o mesmo que circula na Venezuela.
Quadro - Casos de sarampo no Brasil até 1º de agosto de 2018
| Estado            | Nº de casos |
| Amazonas          | 742         |
| Roraima           | 280         |
| Rio de Janeiro    | 14          |
| Rio Grande do Sul | 13          |
| Pará              | 2           |
| São Paulo         | 1           |
| Rondônia          | 1           |

Fonte: Ministério da Saúde

### Portugal
Os mais recentes casos de sarampo reportados e confirmados em Portugal são casos importados de outros países europeus (Reino Unido, França e Roménia), de África (Angola, África do Sul e Etiópia) ou Ásia (China). Desde 2004, Portugal reportou apenas 22 casos confirmados de sarampo. Culturas dos vírus isolados em 2005 e 2008 mostram pertencer ao mesmo genótipo D4. A percentagem da população vacinada contra o sarampo em Portugal é ≥95% (desde 2006) mas ainda persistem regiões onde a população tem uma reduzida imunização (85-94%).
Em setembro de 2016, Portugal eliminou o sarampo. O diploma da Organização Mundial da Saúde, que oficializa a eliminação, foi entregue na Direção-Geral da Saúde.
Em 2017 um surto de sarampo afectou 29 pessoas, das quais uma adolescente não vacinada acabou por morrer devido a complicações associadas a doença. A jovem, tal como a bebé de 13 meses que a contagiou, não estava vacinada contra o sarampo, apesar desta vacina ser gratuita em Portugal desde 1974.
Em 2018 um novo surto atingiu 112 pessoas. Este surto, que acabou por ser identificado como 3 surtos separados e sem ligação epidemiológica, surgiu devido a casos importados da doença.

## História

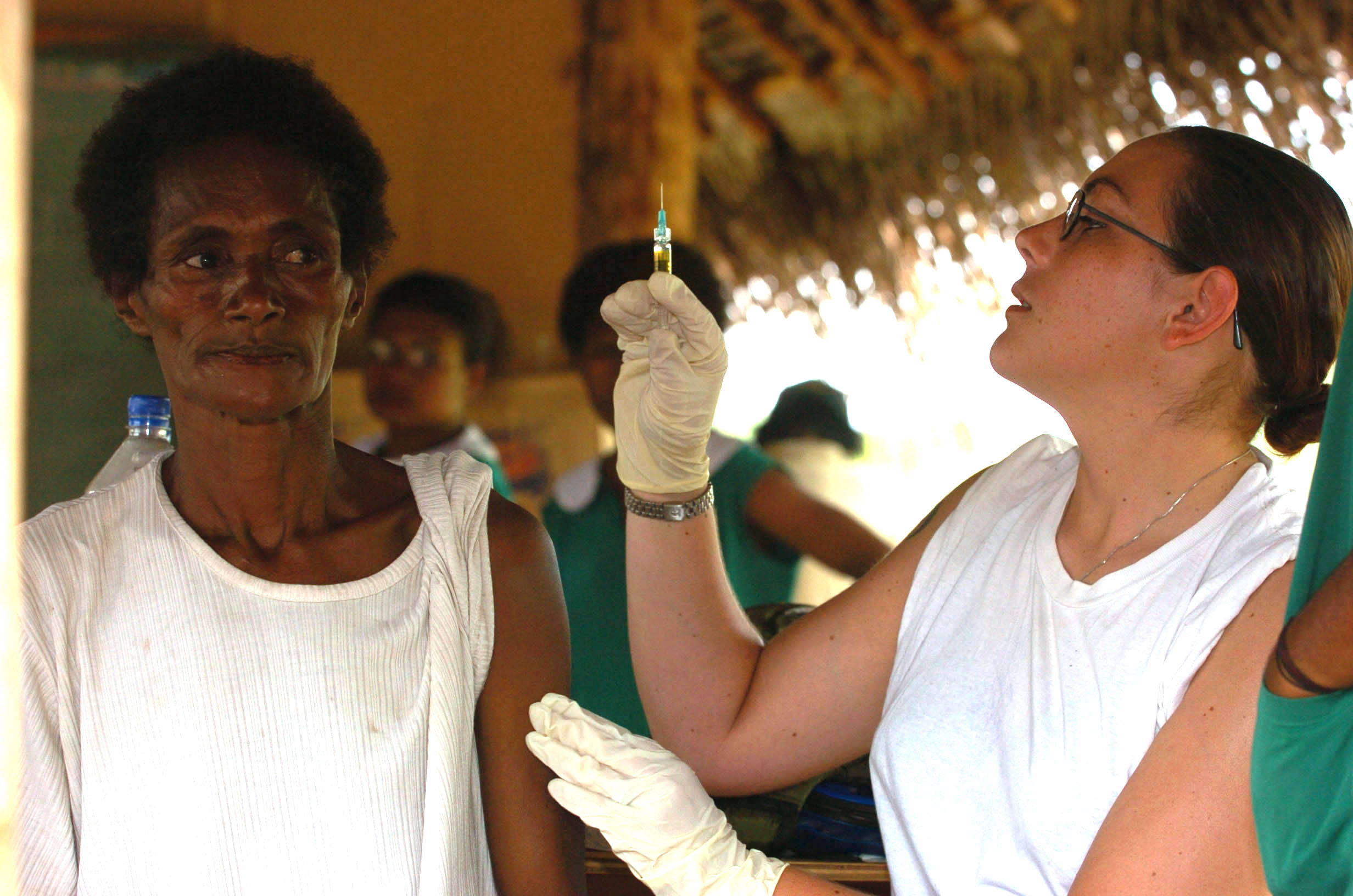
A vacina é feita em duas doses em meses diferentes, pois 15% das pessoas não desenvolve imunidade na primeira dose.

O sarampo hoje é uma doença de infância pouco perigosa, mas não foi sempre assim. A alta mortalidade que provocou nos ameríndios sem defesas imunológicas ou genéticas quando foi introduzido na América, logo após a descoberta de Colombo, indica que a sua introdução na Europa pode ter sido igualmente traumática, e teria provavelmente ocorrido nos últimos séculos da existência do Império Romano - em cujo declínio e queda as suas epidemias combinadas com as da varíola teriam sido fatores importantes.
A doença era desconhecida antes da era cristã; Hipócrates não descreve nada parecido. A epidemia pode ter surgido na Europa nos séculos II e III d.C., matando grande proporção da população totalmente não imune do Império Romano, como mais tarde faria na América, e sendo um fator principal do declínio dessa civilização. Segundo alguns autores conceituados (o historiador William McNeil entre outros) pode ter sido a queda da população de Roma e do seu império devido às doenças antes desconhecidas varíola, sarampo e varicela que diminuiu a população do império ao ponto de leis serem decretadas da hereditariedade das profissões, postos oficiais e redução à servidão dos agricultores antes livres, dando origem ao feudalismo.
Nesse caso de situação de debilidade, os povos germânicos e outros encontraram a oportunidade de se estabelecer nas terras quase vazias devido à epidemia no império, de início com a aquiescência dos oficiais romanos, desesperados com a queda dos rendimentos fiscais. Só depois desta época a varíola e o sarampo se tornaram frequentes na Europa, e naturalmente atingindo as crianças não imunes, ao contrário das epidemias raras, que matam os adultos. A infecção das crianças, com morte das suscetíveis mas imunidade para as sobreviventes, é menos danosa para uma civilização que a de adultos já formados e economicamente ativos - o que explica os graves problemas criados em Roma pela morte de adultos que não tinham encontrado a doença na infância.
Na China o panorama pode ter sido semelhante, e também aí caiu pela mesma altura o Império Han. Julga-se que estas doenças foram importadas simultaneamente nessa altura da Índia para as duas grandes civilizações dos extremos da Eurásia, e talvez não por coincidência que foi precisamente nos século I e século II DC que as rotas comerciais para a Índia e a rota da seda para a China foram estabelecidas pela primeira vez, ligando as três regiões com grande débito de mercadorias e comerciantes.
O sarampo foi um dos principais responsáveis pela destruição das populações nativas da América após a sua importação da Europa com Colombo. Juntamente com a Varíola, Varicela e outras doenças, ela matou mais de 90% da população do continente, derrotando e destruindo as civilizações Asteca e Inca muito mais que Hernán Cortés e Francisco Pizarro alguma vez seriam capazes.
A primeira descrição reconhecível do sarampo é atribuída ao médico árabe Ibn Razi (860-932) (conhecido como Rhazes na Europa). O vírus foi isolado apenas em 1954, e a vacina foi desenvolvida em 1963.
Em 2007 e 2011 ocorreram surtos por vários países da Europa, em Israel e no Canadá. Religiosos que se recusaram a ser vacinados foram os mais afetados.
Em 2024 32.265 pessoas foram diagnosticadas com sarampo na União Europeia e no Espaço Económico Europeu (UE/EEE), um aumento significativo face às 3.973 de 2023.